# Micromesistius australis
Micromesistius australis (Norman, 1937), conosciuto comunemente come melù australe , è un pesce osseo marino appartenente alla famiglia Gadidae.

## Descrizione
Questa specie ha un aspetto molto simile a quello di Micromesistius poutassou comune nel mar Mediterraneo e negli altri mari europei. Le pinne dorsali sono tre, separate da uno spazio, le prime due brevi e abbastanza alte, l'ultima più lunga e bassa. Le pinne anali sono due di cui la prima lunga fin oltre l'origine della prima dorsale e la seconda opposta e identica alla terza dorsale. Le due pinne anali sono staccate da uno spazio.
La taglia massima nota è di 85 cm mentre la taglia media è di 60 cm. Il peso massimo noto è di 850 grammi.

## Distribuzione e habitat
M. australis vive nei mari temperato freddi dell'emisfero australe, si tratta dell'unico Gadidae presente nei mari dell'emisfero meridionale.  Le due sottospecie occupano areali disgiunti: M. a. australis popola i mari circostanti l'estremo sud dell'America meridionale, sia sul versante atlantico che pacifico, comprese le isole Falkland, la Georgia del Sud, le Shetland Meridionali e le Orcadi Australi (occasionalmente, nelle estati più calde, può spingersi a sud fino alla Penisola Antartica); M. a. pallidus è invece presente lungo le coste dell'Isola del Sud neozelandese. Ha abitudini pelagiche ma spesso si mantiene in prossimità del fondale. Catturato a profondità tra 50 e 900 metri, di solito staziona tra i 200 e i 400 metri. La sottospecie neozelandese frequenta acque mediamente più profonde. In estate si avvicina alle coste mentre in inverno staziona di solito oltre la scarpata continentale.

## Biologia
Gregario, forma banchi.

### Alimentazione
I giovanili catturano prevalentemente eufausiacei e anfipodi, occasionalmente anche copepodi, cefalopodi e pesciolini.

### Riproduzione
È un animale ermafrodita proterandrico, i giovani sono tutti maschi e verso i 50 cm di lunghezza si ha la trasformazione in femmine di circa il 90% degli individui. La riproduzione avviene in periodi diversi nelle varie aree.

### Predatori
Viene predato da Cottoperca gobio, Lampris immaculatus, Merluccius australis, Salilota australis, Genypterus blacodes, Bathyraja brachyurops e Bathyraja griseocauda.

## Pesca
Ha una notevole importanza per la pesca commerciale dell'emisfero sud. Viene catturato prevalentemente con reti a strascico. I paesi che catturano le maggiori quantità sono Argentina e Nuova Zelanda. Viene consumato in Giappone sotto forma di pasta di pesce (simile al surimi). Altrove viene consumato fresco, congelato o utilizzato per la preparazione di farina di pesce.